# Vassula Rydén

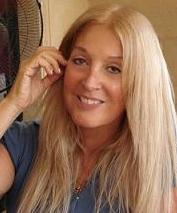
Vassula Rydén

Vassula Rydén, geboren als Vassiliki Claudia Pendakis (Caïro, 18 januari 1942 – Rhodos, 25 september 2024) was een Egyptisch, in een Grieks-orthodox gezin geboren, zieneres en schrijfster.
Rydén heeft onder de titel Het ware leven in God (in het Engels True Life in God) een serie boeken geschreven met boodschappen die zij rechtstreeks van God zegt te hebben ontvangen. In 2003 bestonden er 107 aantekenschriften die verzameld zijn in 12 boeken. In maart 2013 publiceerde Rydén het boek Heaven Is Real, But So Is Hell (De hemel bestaat echt, maar dat geldt ook voor de hel).
Rydén overleed op 82-jarige leeftijd na een gecompliceerde operatie.
- Bibsys: 90859738
- Biblioteca Nacional de España: XX1103112
- Bibliothèque nationale de France: cb121604824 (data)
- Catàleg d'autoritats de noms i títols de Catalunya: 981058614401306706
- CiNii: DA12946269
- Gemeinsame Normdatei: 119287099
- International Standard Name Identifier: 0000 0001 0870 3139
- Library of Congress Control Number: no93029015
- Nationale Bibliotheek van Letland: 000151082
- Bibliotheek van het Japanse parlement: 00515941
- Nationale Bibliotheek van Tsjechië: jn19981002099
- Nationale Bibliotheek van Polen: a0000001180151
- Nationale en Universitaire bibliotheek Zagreb: 000063944
- Nederlandse Thesaurus van Auteursnamen: 114816247
- Réseau des bibliothèques de Suisse occidentale: 02-A000140732
- LIBRIS: 311163
- Système universitaire de documentation: 030126304
- Virtual International Authority File: 12346986
- WorldCat: E39PBJxWVqkJcKxFVX6W69M9Dq